# Vuelta a Andalucía 1965
La 12ª edición de la Vuelta a Andalucía se disputó entre el 7 y el 14 de febrero de 1965 con un recorrido de 1205,00 km dividido en 8 etapas, con inicio en Málaga y final en Málaga. 
El vencedor, el  español José Segu, cubrió la prueba a una velocidad media de 37,637 km/h y se impuso en la clasificación de las metas volantes. La clasificación de la montaña fue para el  español Fernando Manzaneque.

## Etapas
| Etapa | Fecha         | Recorrido         | Km    | Ganador de la etapa |
| 1ª    | 7 de febrero  | Málaga - Málaga   | 48,0  | Joseph Novales      |
| 2ª    | 8 de febrero  | Málaga - Armilla  | 135,0 | Antonio Karmany     |
| 3ª    | 9 de febrero  | Granada - Córdoba | 234,0 | José Segú           |
| 4ª    | 10 de febrero | Córdoba - Sevilla | 158,0 | Remo Stefanoni      |
| 5ª    | 11 de febrero | Sevilla - Sevilla | 197,0 | Adriano Durante     |
| 6ª    | 12 de febrero | Sevilla - Cádiz   | 151,0 | José Julián Muñoz   |
| 7ª    | 13 de febrero | Cádiz - La Línea  | 150,0 | Albertus Geldermans |
| 8ª    | 14 de febrero | La Línea - Málaga | 132,0 | Primo Nardello      |